# Evropská silnice E58
Evropská silnice E58 je evropskou silnicí 1. třídy. Začíná ve Vídni, vede přes Slovensko, Ukrajinu (2x), Rumunsko, Moldavsko a končí v Rusku v Rostově na Donu. Celá trasa měří zhruba 2200 kilometrů.
Původně byl jako E58 značen jen krátký úsek Vídeň – Bratislava (cca 60 km), kolem přelomu tisíciletí byla trasa výrazně prodloužena na východ Evropy, přičemž kopíruje některé dosavadní úseky evropských silnic II. třídy (E571, E581, E583). Vede paralelně s páteřní silnicí E50, s níž se na trase dvakrát setkává.
Část moldavského úseku silnice vede separatistickým Podněstřím. Roku 2014 se nejvýchodnější část ukrajinského úseku E58 ocitla na území ovládaném samozvanou Doněckou lidovou republikou. Od ruské invaze na Ukrajinu roku 2022 je pod ruskou kontrolou většina ukrajinské části (ještě větší podíl je nárokovaný), která vedla místy těžkých bojů (např. bitva o Mariupol, bitva o Cherson). V průběhu roku 2022 byl na trase silnice také zničen Antonivský most přes Dněpr.

## Trasa
- Rakousko
  - Vídeň (E49, E59, E60) – Bruck an der Leitha – Kittsee

- Slovensko
  - Bratislava (E65, začátek peáže E75) – Trnava (konec peáže E75) – Nitra – Zvolen (E77) – Lučenec – Košice (E71, začátek peáže s E50) – Michalovce – Vyšné Nemecké

- Ukrajina
  - Užhorod (E573) – Mukačevo (konec peáže E50, začátek peáže E81) – Beregovo – Nevetlenfolu
  - silnice M06, M24, M23, M26

- Rumunsko
  - Halmeu – konec peáže E81 – Baia Mare – Dej (E576) – Crainimăt (E578) – Bistrița – Vatra Dornei – Suceava (E85) – Botoșani – Târgu Frumos (E583) – Iaşi – Sculeni

- Moldavsko
  - Sculeni (E583) – Ungheni – Kišiněv (E581, E584) –  Tiraspol – Pervomaisc
  - silnice R1, M5

- Ukrajina
  - Kučurhan – Odesa (E87, E95) – Mykolajiv – Cherson – Antonivský most* – Olešky (E97) – Melitopol (E105) – Mariupol – Novoazovsk
  - silnice M16, M14
  - * od roku 2022 neprůjezdný

- Rusko
  - Maximov – Taganrog – Rostov na Donu (E50, E115)

## Galerie

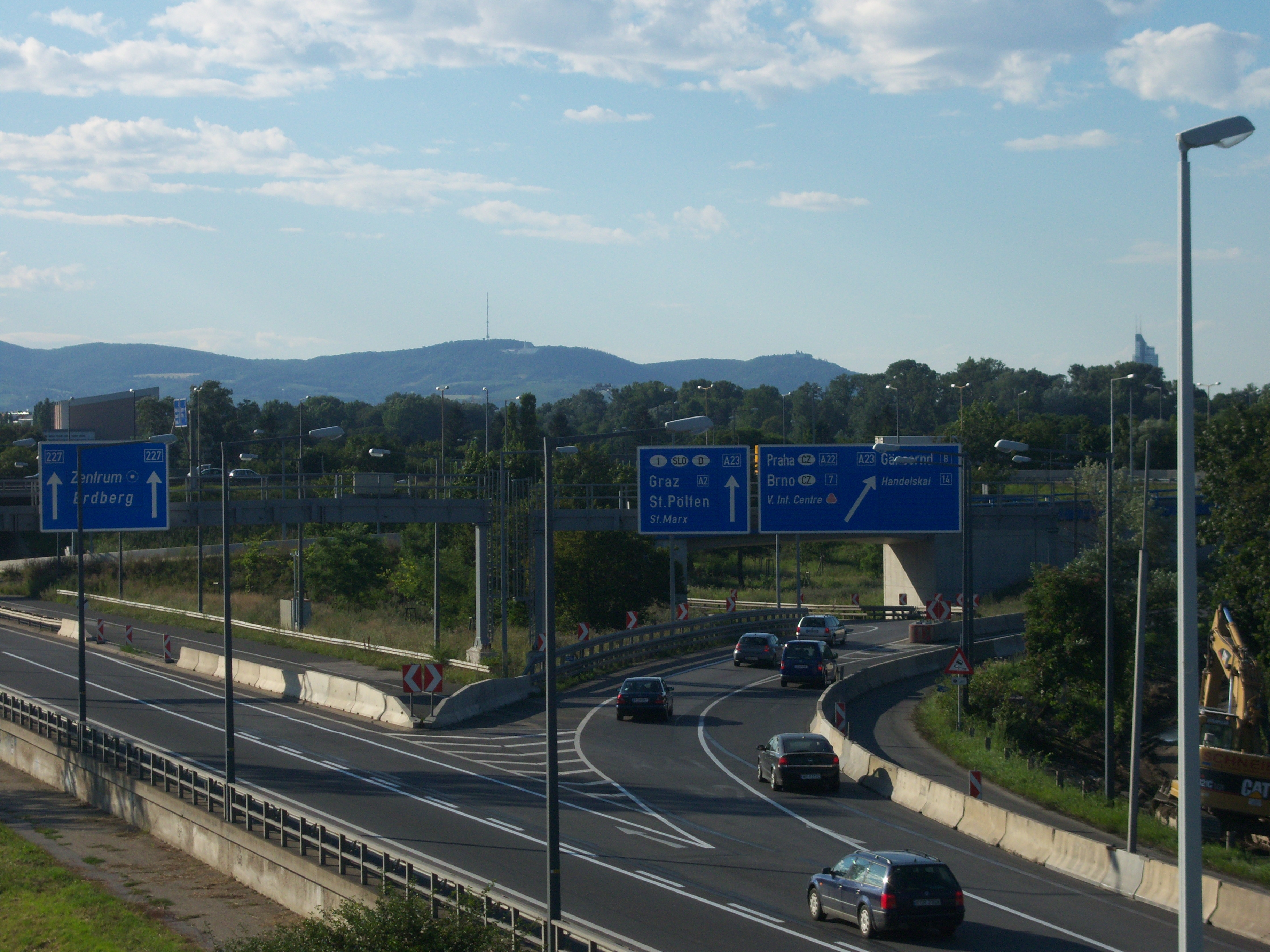
E58 ve Vídni
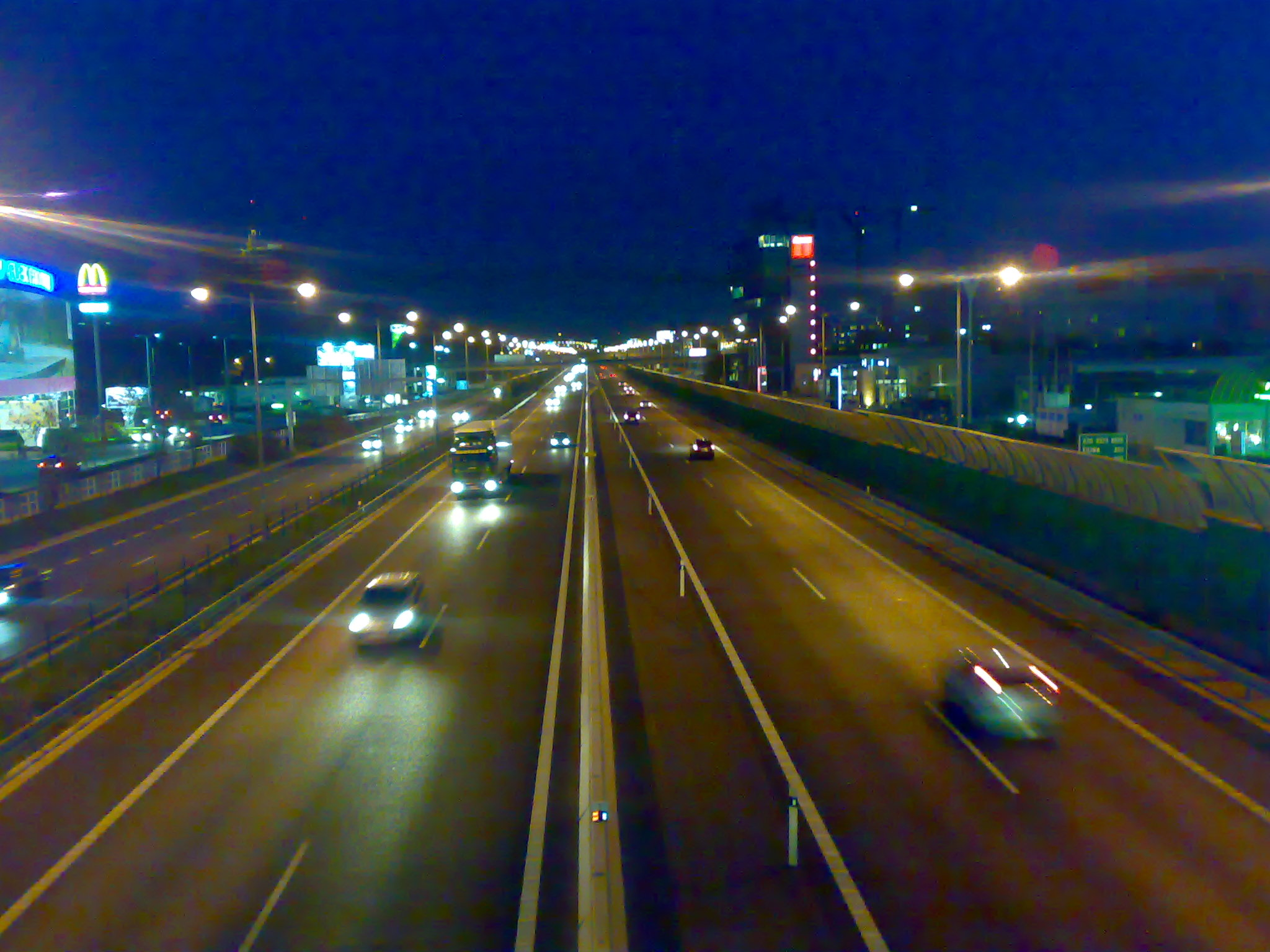
E58 v Bratislavě
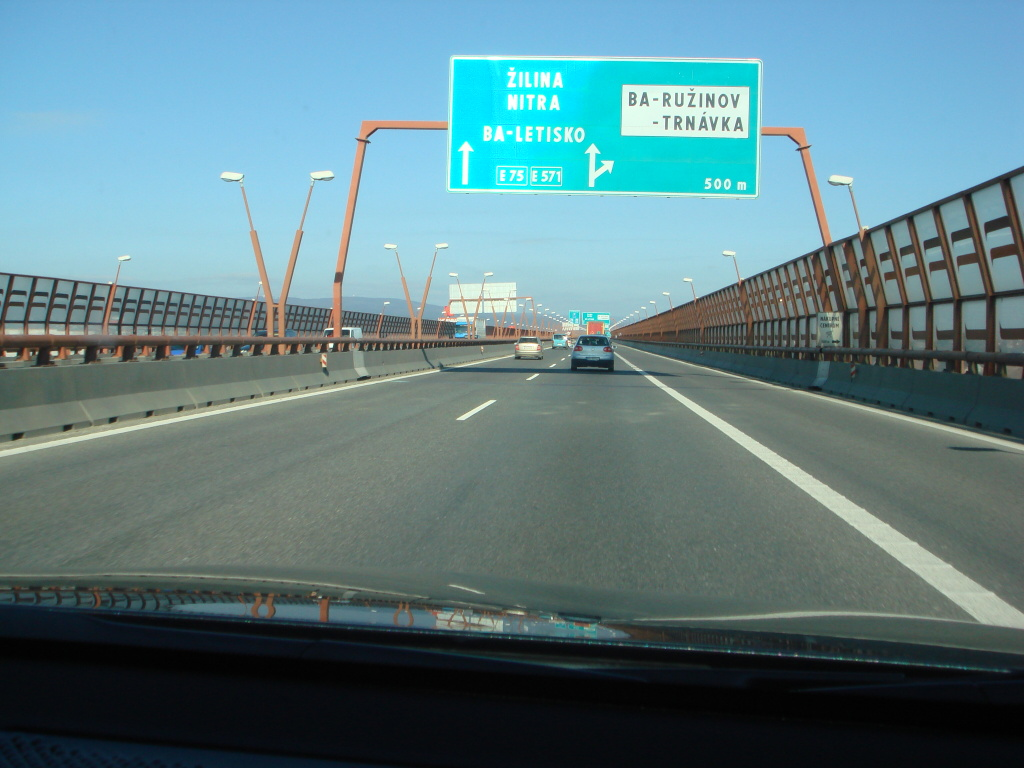
E58 v Bratislavě
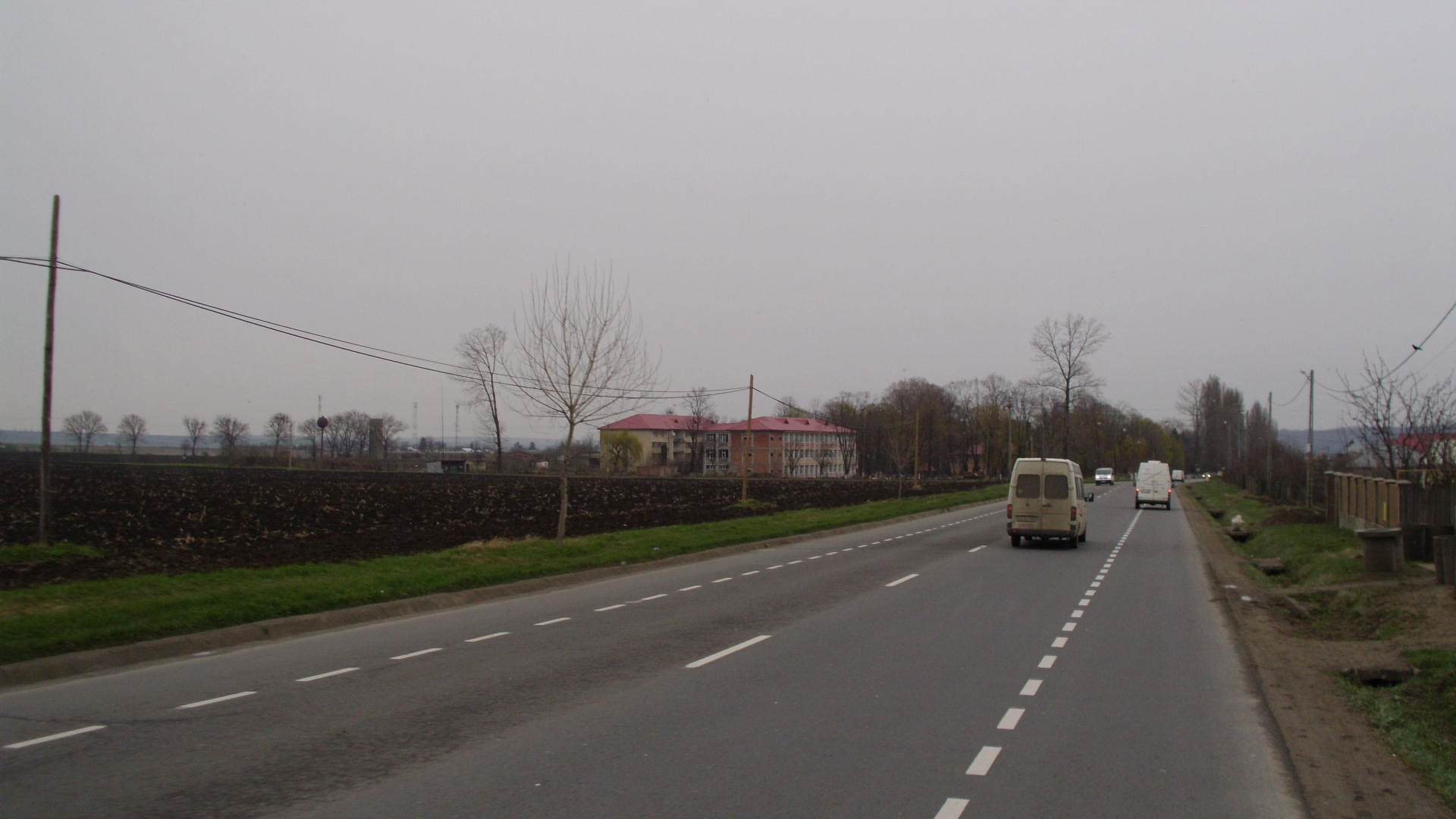
Silnice v Podu Iloaiei
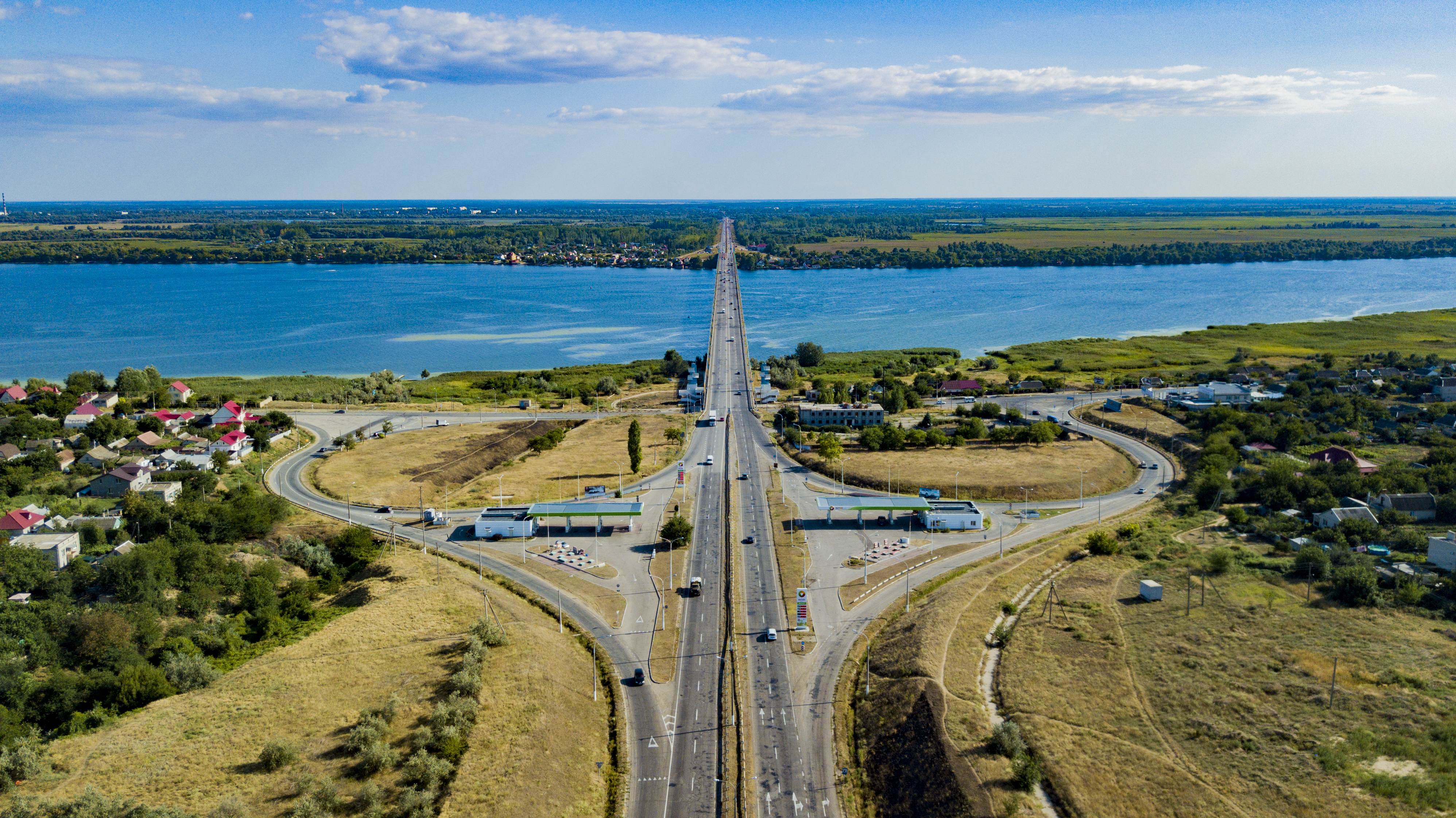
Severní portál Antonivského mostu